# 拉卜楞寺闻思学院
闻思学院是显宗学院，也是拉卜楞寺中最大的学院。藏传佛教格鲁派寺院注重显、密双修，而显宗学院是格鲁派僧人学习的根本，所以显宗学院在格鲁派寺院中，占极重要的地位。
该学院习究三藏（论、律、经）、三学（戒律、禅定、胜慧）、四大教义（毗婆沙、经部师、唯识师、中观师）为主。通过师授、背诵和辩论的形式，达到通晓五大论（因明、般若、中观、俱舍、律学），这五大部经典，分十三级学习，一般最少须15年才能完成。

## 因明部
因明部，全部学程为五年，分为五年五级。因明部学僧，在升至第五年级时，必须学会一定的逻辑学和认识论的知识，能够解释“正确认识”与“不正确认识”之间的区别，建立正确的见解，攻破错误的观点等。学会背诵《入中观论》和《现观庄严论》二经，自首自尾，一字不漏。达到这样的标准才能进入第二学级般若部学习，才可继续做拉卜楞寺的学僧。不及格者，除受斥责外，派为经堂的勤杂。在因明部一年至四年者，称“都扎哇”，意为集类论士。

## 般若部
般若部，四年学程，分四年四级。所谓“般若”，意译为“智慧”。般若部课程的主要内容，着重阐明证得解脱次第的方法。学习的著作主要以印度弥勒著的《现观庄严本颂》，宗喀巴著的《现观庄严广论》、《金珠善说论》，甲曹杰著的《现观庄严名义释广解》，一世嘉木样著的《现观庄严论大疏》为主。如果活佛在般若部毕业后，便可选派为属寺和本寺的法台。一般学僧般若部毕业后，学习无前途者，可担任“华盖哇”（刻经版者）。在般若部者，称“帕欣巴”，意为般若论士。

## 中观部
中观部，二年学程，分二年二级。所谓中观论，系佛教宗派之一，为格鲁派的主见。它取佛家常说的“断见”和“常见”两种见解之中间的观点，即不断不常之折衷观点，称中观学派。学习著作主要有印度龙树著的《中观本颂》、月称著的《中观明句论》、佛护著的《中观佛护释》，以及宗喀巴著的《入中论广释》、《入中论摄义》，甲曹杰著的《中观光论摄义》，一世嘉木样著的《中论大疏》等。在中观部者，称“乌玛巴”，意为中观论土。

## 俱舍部
俱舍部，四年学程，为一学级。所谓俱舍，意为对法藏论，包括“颂”与“论”两种，实际上是解说和论证佛经义理的一种体裁，是成就佛教智慧的手段。
学习的著作以印度世亲大师著的《俱舍颂》和《俱舍自解》为主，还有宗喀巴著的《俱舍论》和一世嘉木样著的《俱舍大疏》、《教灯俱舍摄义》等。在俱舍部者，称为“左巴哇”，意为俱舍论士。

## 律学部
律学部只此一级，修业期期限不定。所谓律，是佛教对比丘，比丘尼所制定的禁戒。律学部是在学习理论之后，以修行持戒为主的学部。戒有小乘的《别解脱戒》和大乘的《饶益有情戒》，以及属于大、小乘的《摄善法戒》。
律学部没有一定年限，许多僧人到此为止。有的到此终老一生，有的另谋发展，有的转入其他部门，只有极少数具有高深学问的人，才能考取“格西”学位。在律学部者，称为“噶仁巴”，意为经硕士。